# Смоленцев, Лев Николаевич
Лев Николаевич Смоленцев (22 января 1926 — 8 декабря 2004) — писатель и общественный деятель республики Коми.
Родился 22 января 1926 года в хуторе Солоницын Уржумского уезда Вятской губернии, в настоящее время село Лазарево Лазаревского сельского поселения Уржумского района (бывшего Шурминского района) Кировской области, в семье Николая Фёдоровича Смоленцева и Елизаветы Александровны Солоницыной (в девичестве — Ветлужских).
Женат с 1950 года.
Умер 8 декабря 2004 года и похоронен на центральном кладбище города Сыктывкара, в ограде могилы его матери.

## Биография[1][2][3]
В годы Великой Отечественной войны работал в колхозе механизатором.
В 1943 году Л. Н. Смоленцева призвали в армию. Участвовал в войне с Японией, водителем «Студебекера». Было присвоено офицерское звание. Демобилизовался из армии в 1950 году.
Поступил на заочное отделение историко-филологического факультет Марийского учительского института в г. Йошкар-Ола в 1950 году. Одновременно преподавал там же в сельхозтехникуме с 1950 — по 1954 года.
Переехал в Сыктывкар, в 1954 году, с одновремённым переводом на заочное отделение историко-филологического факультета Коми государственного педагогического института. Там же с 1954 по 1960 года преподавал в Сыктывкарском сельскохозяйственном техникуме.
В 1960 году, был переведён на должность директора, на сельскохозяйственную станцию в селе Усть-Цильме, которую основал ещё в дореволюционное время известный исследователь Арктики Журавский, Андрей Владимирович.
С 1961 по 1968 года, там же, был директором Печорской «Сельхозтехники», позднее руководил и колхозом «Цилемский».
Поступил на заочное отделение, в Ленинградский сельскохозяйственный институт, на экономический факультет, который завершил с красным дипломом в 1963 году. Обучался в аспирантуре этого же института.
С 1969 г. работал в системе профтехобразования в Сыктывкаре — возглавил профессионально-техническое училище, в котором работал до 1975 года.
Был членом КПСС с 1960 — по 1989 гг., вышел по идеологическим разногласиям.
Избирался депутатом Печорского райсовета в 1961—1968 годах, и Сыктывкарского городского Совета в 1970—1974 годах.
Член Союза Писателей России с 1995 года. Член-корреспондент Международной академии информатизации с 1995 года.
Активно помогал возрождать православие в республике Коми, в частности Лев Николаевич Смоленцев стоял у самых истоков создания в республике епархии и даже присутствовал в 1995 году по личному приглашению Патриарха Алексия II на рукоположении тогдашнего архимандрита Питирима в сан епископа Сыктывкарского и Воркутинского. Был избран членом Центрального Совета всероссийского общественного объединения «Россия Православная» с 1997 года.
С начала 2001 года у Льва Смоленцева сложились не самые лучшие отношения с высшим церковным чиновничеством от православия. Епархиальный съезд, состоявшийся 28 марта 2001 года в Сыктывкаре, за какую-то «антицерковную деятельность» отлучил писателя, награждённого в 1996 году медалью Преподобного Сергия Радонежского, от церкви.

## Произведения[1][3]

### опубликованные труды
- 1962 г. — публицистика в газете «Красная Печора» в селе Усть-Цильма.
- 1979 г. — «Печорские дали», повесть о биогеографе А. В. Журавском, основоположнике научного освоения Европейского Русского Севера.
- 1982 г. — «Родные гнездовья», роман (расширенная версия повести «Печорские дали») о биогеографе А. В. Журавском, основоположнике научного освоения Европейского Русского Севера.
- 1984 г. — «Вьюга», повесть об освоении Севера с послеоктябрьского 1921 года.
- 1989 г. — «Последний скит», роман о династии русских миллиардеров Рябушинских и их деятельности на Севере.
- 1993 г. — «Под Полярной звездой», роман.
- 1993 г. — «Голгофа России», роман в 2-х томах о судьбах ученых-геологов, ставших жертвами сталинских репрессий.
- 2001 г. — «Чаша спасения», повесть.

### неопубликованные труды
- «Благовест над Вычегдой» — сценарий.
- "Житие по Сталину" — автобиографический роман.[2].
- «Золото Рябушинских» — сценарий.
- «Святитель Стефан Пермский» — сценарий.
- «Строгановы» — сценарий.
- «Троица зырян» — сценарий.

## Титулы, награды и премии[3]
- Орден Отечественной войны II степени — 1945 год.
- Медаль «За победу над Японией» — 1945 год.
- Медаль «За освобождение Кореи» — 1945 год.
- Государственная премия Республики Коми — 1995 год.
- Медаль (серебро) Преподобного Сергея Радонежского Русской православной церкви — 1995 год.
- Медаль Святого благоверного князя Даниила Московского Русской православной церкви— 1995 год.
- Заслуженный работник культуры Республики Коми — 1996 год.